# Consejo Causa Armenia del Uruguay (CCAU)
El Consejo Causa Armenia del Uruguay, oficina nacional del Consejo Nacional Armenio de Sudamérica, es una organización dedicada a la defensa de los Derechos Humanos, y en particular de los derechos del pueblo armenio, conformada por una estructura mundial diseminada en los 5 continentes.
Desde sus orígenes brega por la difusión y el reconocimiento internacional del Genocidio Armenio, en el marco de la lucha universal por la vigencia de los Derechos Humanos, la prevención de nuevos genocidios y el combate al negacionismo. En el ámbito nacional armenio, su principal objetivo es el fortalecimiento democrático y la seguridad de las Repúblicas de Armenia y Artsaj (Nagorno Karabaj).
Su labor se desarrolla de forma coordinada con las demás oficinas del Consejo Nacional Armenio de Sudamérica (Buenos Aires, Córdoba y San Pablo), y con las oficinas regionales establecidas en Bruselas, Washington, Moscú, Beirut y Ereván.

## Historia
Tras el Genocidio cometido contra el pueblo armenio (1915-23) y la sovietización de la República de Armenia (1920), las comunidades armenias de toda la Diáspora se abocaron a la tarea del mantenimiento de la identidad nacional en el exilio, consolidando sus instituciones y promoviendo la memoria de su trágica historia a nivel interno de las mismas.
Durante la Segunda Guerra Mundial, se fortalece en el seno de las comunidades armenias un movimiento tendiente a agrupar a todos los elementos interesados en la resolución de la Causa Armenia, promoviendo la presentación de las reclamaciones pendientes del pueblo armenio en el ámbito internacional.
En Uruguay la conformación de la institución se produce a fines de la década de 1940, con sede en Montevideo, bajo la denominación de Consejo Pro Causa Armenia del Uruguay y desde entonces ha mantenido una incansable actividad ligado a los más profundos ideales humanitarios.
Durante sus primeras décadas su actuación se concentró en la presentación de las reivindicaciones de justicia del pueblo armenio ante autoridades locales y extranjeras que se encontraban de visita en Uruguay.  Estas reivindicaciones se centraban en el cumplimiento de lo establecido en el Tratado de Sèvres respecto al castigo a los criminales que participaron de la ejecución del Genocidio Armenio y el cumplimiento del laudo arbitral del presidente Woodrow Wilson. 
En 1965 Uruguay aprobó la ley N° 13.326 que establece el 24 de abril como “Día de Recordación de los Mártires Armenios” reconociendo el Genocidio Armenio y en 1970 y 1972 las Cámaras de Representantes y Senadores del Parlamento de Uruguay exhortan al Ministerio de Relaciones Exteriores a que “exponga ante las Naciones Unidas y reclame disposiciones para el cumplimiento del Tratado de Sèvres”.
Tras la restauración de la democracia en Uruguay, los trabajos se focalizaron desde 1988 en el respaldo al incipiente movimiento democrático emprendido por el pueblo de la entonces región autónoma de Nagorno Karabaj, en la Unión Soviética. Tras la independencia de Armenia en 1991, el Consejo desarrolló una fructífera labor promoviendo el rápido reconocimiento de la república por parte de Uruguay y el desarrollo de relaciones bilaterales dinámicas y profundas. 
Desde 2000, la Cámara de Representantes y el Consejo Causa Armenia del Uruguay organizan conjuntamente cada año el acto conmemorativo del Genocidio Armenio en el Palacio Legislativo, sede del Parlamento de Uruguay.
En 2007, tras la instalación del Parlasur en Montevideo, el Consejo Causa Armenia del Uruguay promovió la resolución de reconocimiento del Genocidio Armenio aprobada por este órgano legislativo regional, el 19 de noviembre de 2007.
En 2012, 2017 y 2019, el Consejo promovió la visita de legisladores y académicos de Uruguay a la República de Artsaj, para participar de actividades de intercambio parlamentario o tareas de observación electoral en referéndums y elecciones. 
Esta fructífera cooperación ha determinado un sitial de fundamental importancia para el Uruguay en materia de defensa de los Derechos Humanos a nivel internacional, siendo el valor de las posturas adoptadas por este pequeño país las que incentivaron a grandes potencias y a países de la región a brindar su apoyo a la justa resolución de la Causa Armenia.

## Trabajos y actividades
En la actualidad el Consejo Causa Armenia del Uruguay desarrolla tareas de incidencia política en temas de interés de la colectividad armenia, promoción de los Derechos Humanos y lucha contra el negacionismo, a través de seminarios, publicaciones y actividades educativas. 
Para llevar adelante su tarea articula con distintos organismos, autoridades, y medios de difusión, tales como el Foro Nagorno Karabagh en Uruguay, la Institución Nacional de Derechos Humanos y Defensoría del Pueblo, las presidencias de las Cámaras de Representantes y Senadores, universidades, fundaciones y organizaciones civiles dedicadas a la memoria y defensa de los Derechos Humanos, entre otros.
En el ámbito comunitario armenio, el Consejo Causa Armenia integra CADU, el ámbito de coordinación de las instituciones de la Colectividad Armenia del Uruguay.